# Pentila tachyroides
Pentila tachyroides är en fjärilsart som beskrevs av Herman Dewitz 1879. Pentila tachyroides ingår i släktet Pentila och familjen juvelvingar. Inga underarter finns listade i Catalogue of Life.